# Революция роз
Революция роз (груз. ვარდების რევოლუცია — «вардебис революция») — смена власти в Грузии в ноябре 2003 года. Основной мотив революции — фальсификации парламентских выборов 2 ноября 2003 года. В ходе революции президент Эдуард Шеварднадзе сложил свои полномочия, и руководство страной перешло к оппозиционерам во главе с Михаилом Саакашвили.

## Предпосылки
Главной и наиболее общей предпосылкой к революции стало недовольство управлением страной Эдуардом Шеварднадзе, заступившим на пост после обретения Грузией независимости (1995). Негодование населения было вызвано накопившимися претензиями к правительству, связанными с тяжёлым экономическим положением в стране, коррупцией среди государственных служащих и пр. Ситуация осложнялась стремлением этнических меньшинств к независимости или присоединению к РФ, выразившееся в де-факто независимом существовании Абхазии, Южной Осетии и, в значительной степени, Аджарии.
Негативные эмоции в обществе вызывал и отказ Шеварднадзе от попыток насильственного урегулирования конфликтов в Абхазии и Осетии, совмещённый с неудачными попытками решить вопрос мирным путём. Политический и социоэкономический кризис в Грузии достиг своего пика накануне парламентских выборов 2 ноября 2003 года.

## Выборы и их опротестование
Политическим блокам Шеварднадзе «За новую Грузию» и Абашидзе «Союз за демократическое обновление Грузии» противостояли «Объединённое народное движение» Михаила Саакашвили и «Демократы Бурджанадзе», возглавляемые бывшими спикерами грузинского парламента Нино Бурджанадзе и Зурабом Жвания (скончавшимся 8 февраля 2005 года при странных обстоятельствах).
Парламентские выборы в Грузии были проведены 2 ноября 2003 года и, по официальным данным, завершились победой Шеварднадзе и его союзников, но оглашённые результаты не были признаны международными наблюдателями и противниками Шеварднадзе. Михаил Саакашвили демонстративно заявил, основываясь на данных социологических опросов, о своей победе. Его утверждения поддержало Международное Сообщество свободных выборов — местная наблюдательная группа. Опираясь на представленные данные, Саакашвили выдвинул требование провести новые выборы и призвал грузинских обывателей выйти на улицы и поддержать его.
К середине ноября в столице Грузии Тбилиси начались массовые демонстрации, затронувшие впоследствии другие города и посёлки страны. Толпы людей молодёжной организации «Кмара» (досл. «Хватит» — грузинский аналог сербского «Отпора» и украинского «Пора») скандировали свои лозунги. Многие общественные организации (например, Институт свобод Грузии) также проявили завидную активность в шумных протестах. Вместе с тем, правительство Шеварднадзе получило поддержку Аслана Абашидзе.

## Смена власти
Протесты оппозиции достигли своего пика 22 ноября, в первый день заседания нового грузинского парламента, легитимность которого была поставлена под сомнение. В тот же день оппозиционеры во главе с Саакашвили с розами в руках (откуда и пошло название революции) захватили здание парламента, прервали выступавшего с речью Шеварднадзе и вынудили его покинуть зал в сопровождении телохранителей. Затем президент ввёл в стране чрезвычайное положение и призвал на помощь войска и полицию в районе своей резиденции в Тбилиси. Однако даже элитные подразделения полиции отказались поддержать его. Вечером 23 ноября, в день Святого Георгия в Грузии, Шеварднадзе провёл встречу с оппозиционными лидерами Саакашвили и Жванией, чтобы обсудить сложившуюся ситуацию на собрании, устроенном российским министром иностранных дел Игорем Ивановым. После встречи Шеварднадзе объявил о своей отставке. Это вызвало настоящую эйфорию на улицах Тбилиси. Более 100 тыс. митингующих отмечали победу с фейерверками и рок-концертами.
Нино Бурджанадзе, спикер грузинского парламента, стала исполняющим обязанности президента до тех пор, пока не был проведён новый тур переголосования (переголосование по единому многомандатному округу). Тем временем Верховный суд страны аннулировал итоги президентских выборов. 4 января 2004 года в Грузии были проведены новые президентские выборы, на которых победу одержал Саакашвили, принявший присягу Президента 25 января того же года. 28 марта 2004 были проведены и новые парламентские выборы, на которых победу одержали «новые демократы», поддерживаемые Саакашвили.

## Исторические оценки
В июле 2012 года Эдуард Шеварднадзе в интервью тбилисской газете «Асавал дасавали» извинился и покаялся перед гражданами Грузии за то, что отдал власть М. Саакашвили во время «революции роз». Подчеркнув, что тогда у него не было другого выбора, кроме досрочного ухода в отставку, Шеварднадзе публично признал свою ошибку, раскритиковал политику Саакашвили, утверждая, что тот не способен решить ключевые проблемы Грузии.